# 司徒夾帶
司徒夾帶（1982年7月15日—），本名陳學鳴，香港網絡名人及多媒體創作人，Umovie創辦人及創作總監。2014年成立網絡藝人娛樂有限公司（Vlogger Entertainment Limited），為股東之一。

## 名稱
司徒夾帶原本為Umovie的虛擬角色，由陳學鳴和岑紫生飾演。其後陸續推出不同主題的短片，例如：偷食總司令、放學DSE、讀新聞等。有時還有模特兒或名人參與客串演出，例如：王維基、何穎璇、黃美棋等。其後司徒夾帶的短片演出多由陳學鳴負責，岑紫生甚少出鏡。因此司徒夾帶成為了陳學鳴的藝名。
其名字出自「夾帶私逃」一詞，加上其造型，實為影射玄學家司徒法正。司徒夾帶於UMOVIE一系列短片出現。

## 歷史
其角色最早出現於2007年《搵鬼訊》第一輯：招魂飯局，當時角色為黃兒嬉。於2009年搵鬼訊才取名為司徒夾帶。

## 綜藝節目
- 2015年：網絡挑機（無綫電視）
- 2016年：總有一隻喺左近  （ViuTV）第一集嘉賓
- 2016年：真PK

## 廣告
- 2015年：彩豐行
- 2016年：倩女幽魂 手機遊戲
- 2016年：獵神 手機遊戲

## 相集
- 2019年：《私圖》

## 爭議事件

### 2014年

#### 瀛寰搜奇事件
2014年４月，司徒夾帶被高登知名網民「無敵神駒」質疑與因剽竊而聞名的網站瀛寰搜奇有神秘關係，用以打擊創作。

### 2015年

#### 借港足抽水事件
2015年12月，司徒夾帶上載與於「2018 FIFA 俄羅斯世界盃亞洲區外圍賽」中狀態大勇的葉鴻輝所拍的合照，並表示大眾要「久唔久仲記得佢搏命守住香港」，郤被踢爆早於2014年曾侮辱香港足球行業，更被「香港足球代表隊粉絲專頁」暗示其變臉速度極快。

### 2016年

#### 熊貓佳佳逝世抽水事件
2016年10月，香港熊貓佳佳因病重而被安排安樂死，終年38歲。司徒夾帶於即日借事件抽水，暗示李佳芯「走咗」，即受到網民炮轟，李佳芯官方facebook粉絲專頁「Ali 李佳芯 香港Official Fans Club」亦予以強烈譴責。

#### 偷橋事件
2016年12月，司徒夾帶因被捲入偷橋漩渦而遭到原作者聲討及網民指責。在司徒夾帶的冷處理下，網民自發成立facebook專頁「偷圖夾帶」與之抗衡。專頁成立的翌日即組織網民對司徒夾帶所成立的公司「網絡藝人娛樂有限公司（Vlogger Entertainment Limited）」的合作商進行洗版，司徒夾帶於當天晚上拍片道歉。

## 外部連結
- 司徒夾帶的Facebook專頁 （以司徒師傅名義）
- 司徒夾帶的Facebook專頁 （以陳學嗚名義）
- YouTube上的umoviegroup頻道 （页面存档备份，存于）

## 資料來源
1. ↑  . umoviegroup. 2016-01-12  [2017-02-17]. （原始内容存档于2017-02-18）.
2. 1 2  名校 Secret，「司徒夾帶」Facebook專頁，2013年5月7日
3. ↑  . 3週刊. No. 第760期.   [2019-03-03]. （原始内容存档于2019-03-06） （中文（繁體））.
4. ↑  . 蘋果日報. 2015-12-12. （原始内容存档于2017-02-12） （中文（繁體））.
5. ↑  司徒夾帶刀仔鋸大樹《Face周刊》274期
6. ↑  .   [2013-04-29]. （原始内容存档于2014-06-19）.
7. ↑  .   [2012-09-26]. （原始内容存档于2020-03-16）.
8. ↑  .   [2012-09-26]. （原始内容存档于2015-02-15）.
9. ↑  銅雀電台 HKGRadio. . Youtube. 5/4/2014. （原始内容存档于2017-02-13）.
10. ↑  無敵神駒. . 高登討論區. 5/4/2014. （原始内容存档于2017-02-12）.
11. ↑  香港足球代表隊粉絲專頁. . 2/12/2015.
12. ↑  Ali李佳芯 香港Official Fansclub. . 2016-10-16.
13. ↑  晚晚打老婆. . LIHKG討論區. 10/12/2016. （原始内容存档于2017-02-13）.
14. ↑  晚晚打老婆. . LIHKG討論區. 2016-12-17. （原始内容存档于2017-02-12）.
15. ↑  . HK01. 2016-12-19  [2017-02-12]. （原始内容存档于2017-04-24）. Authors list列表中的|first1=缺少|last1= (帮助)